# Arrow Rock Festival
Pour les articles homonymes, voir Arrow Rock (homonymie).
Arrow Rock Festival est un festival de hard rock et de heavy metal créé en 2003 et ayant eu lieu jusqu’à 2006 à Lichtenvoorde aux Pays-Bas (province de Gueldre). En 2007, le festival a lieu dans un endroit plus central : Walibi Holland près de Biddinghuizen (Dronten). En 2008 le festival a lieu à Goffertpark, Nimègue (15 juin).
Le festival s’est d’abord orienté sur du rock classique et a invité des groupes célèbres des années 1970 et 1980. Puis des artistes de heavy metal ont commencé à faire leur apparition.

## Programmation

### 2003
Le 27 juin.
Deep Purple, Lynyrd Skynyrd, Status Quo, Uriah Heep, L.A. Doors, Wishbone Ash, Manfred Mann's Earth Band, Budgie, Y&T, Thin Lizzy.

### 2004
Le 30 juin
Alice Cooper, Paul Rodgers, Blaze of Glory, Blue Öyster Cult, Brothers in Arms, Caravan, Eric Burdon & The Animals, Fish, G3 avec Joe Satriani, Steve Vai & Robert Fripp, Golden Earring, Heart, Iron Butterfly, Judas Priest, Montrose, Motörhead, Plaeto, Queensrÿche, Saga, Scorpions, Symphony X, Ten Years After, The Godz, The Quill (en), UFO, Y&T, Yes.

### 2005
Le 11 juin.
Little River Band, Styx, Kansas, Crosby, Stills & Nash, Meat Loaf, Thunder, Glenn Hughes, Survivor, Lou Gramm, Dream Theater.

### 2006
Les 8, 9 et 10 juin 2006 (50 000 spectateurs environ).

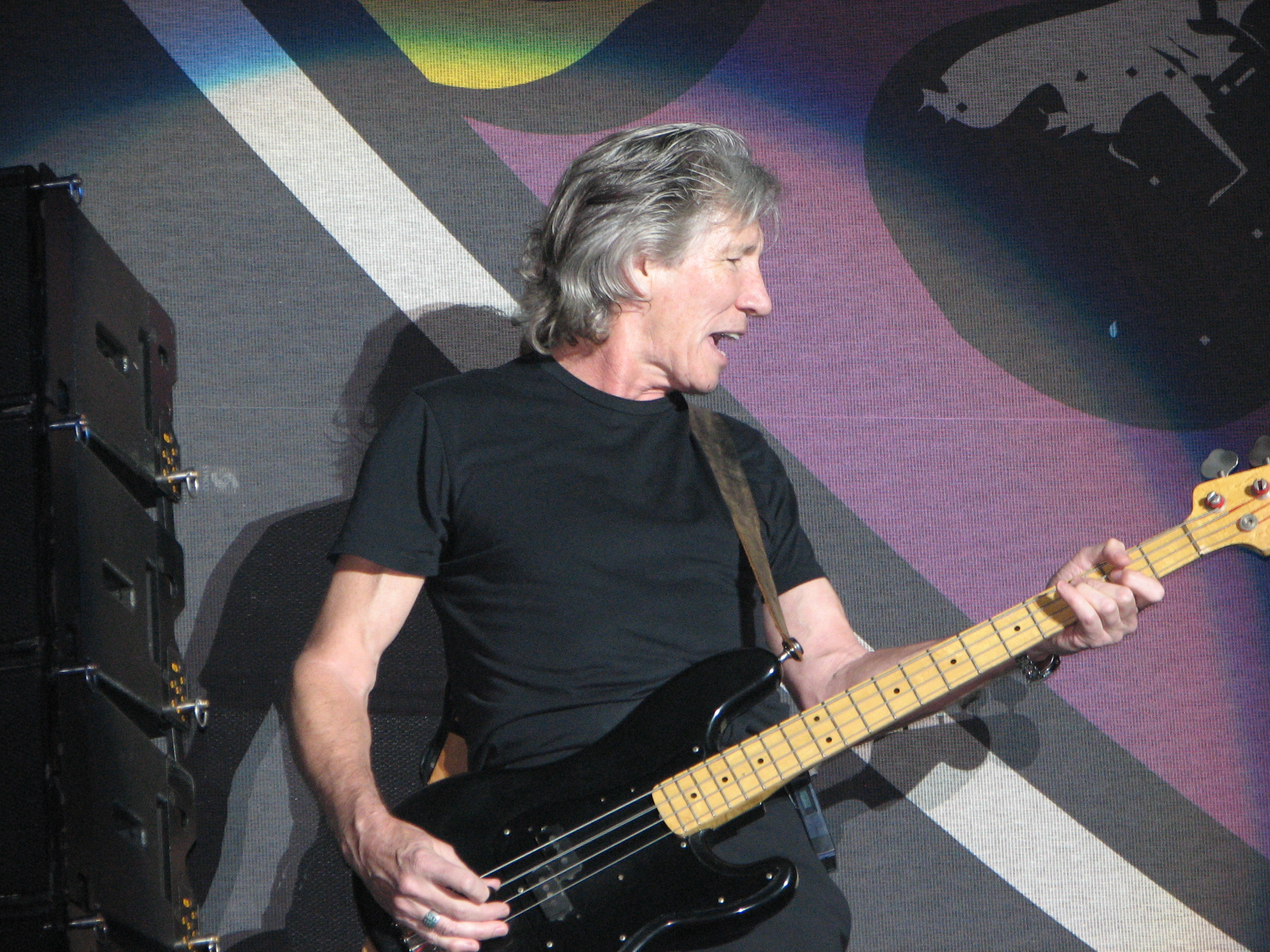
Roger Waters au Arrow Rock festival 2006

SQY Rockin' Team,  Clearwater, Wishbone Ash, Bintangs, John Waite, Uriah Heep, George Thorogood & The Destroyers,  Journey, Blackfoot, Ted Nugent, Whitesnake, Status Quo,  Deep Purple,  Riverside,  Pavlov's Dog,  Ronnie James Dio,  Queensrÿche, Porcupine Tree, Ray Davies, Def Leppard, Roger Waters.

### 2007
Aerosmith, Europe, INXS, Outlaws, Scorpions, Thin Lizzy, Toto, Steve Vai, The Australian Pink Floyd Show, Roger Hodgson, Tesla.

### 2008
Kiss, Def Leppard, Whitesnake,Journey,REO Speedwagon,Twisted Sister, Motörhead, Kansas, Gotthard